# 3458 Boduognat
3458 Boduognat (1985 RT3) là một tiểu hành tinh vành đai chính được phát hiện ngày 7 tháng 9 năm 1985 bởi Debehogne, H. ở La Silla.